# Richard Varga
Richard Varga (Bratislava, 28 gennaio 1989) è un triatleta slovacco. Si è laureato campione del mondo di aquathlon nel 2010 a Budapest, nel 2012 ad Auckland e nel 2013 a Londra.

## Titoli
- Campione del mondo di aquathlon (Élite) - 2010, 2012, 2013